# Gavarnie

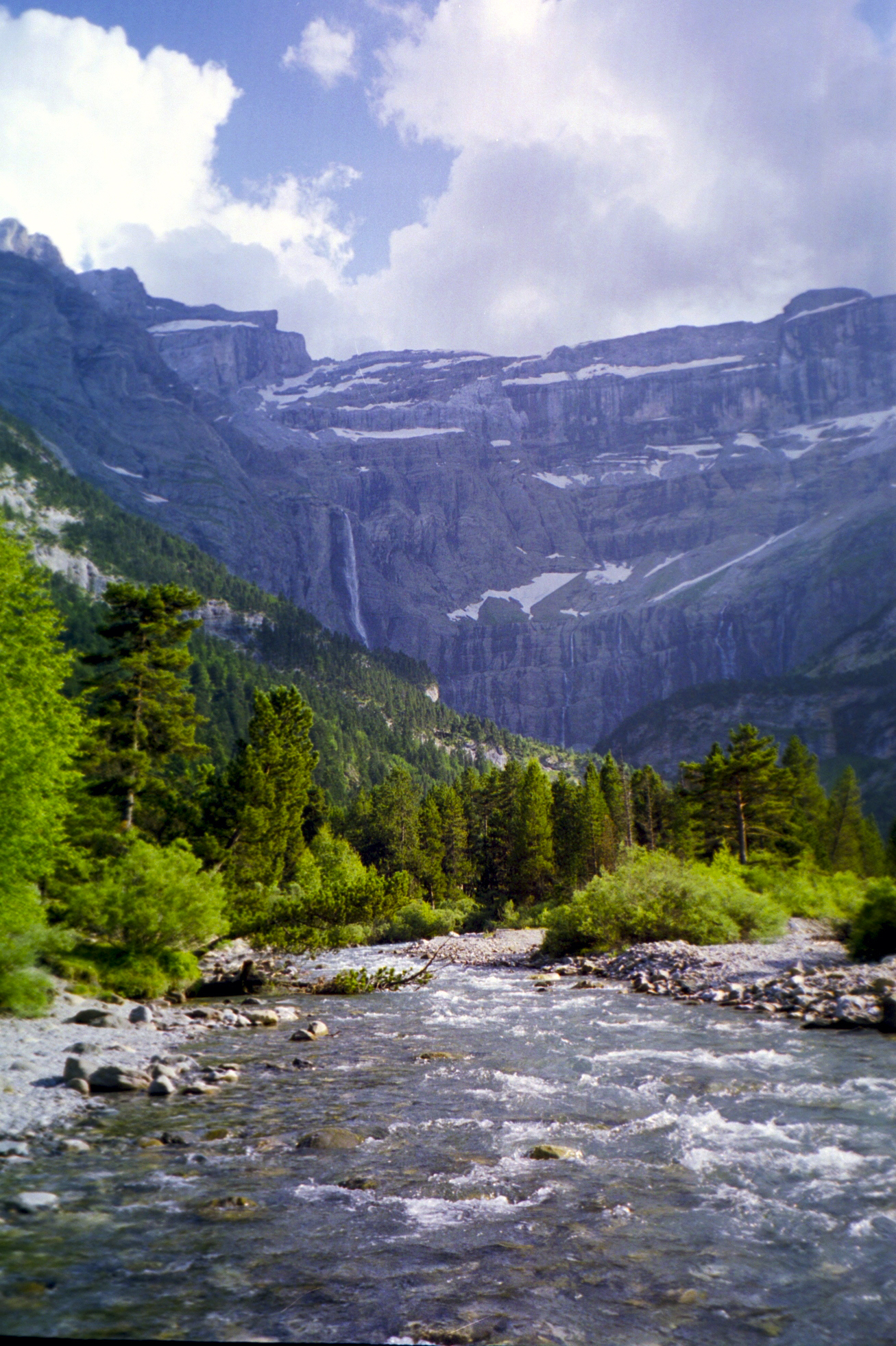

Gavarnie är en kommun i departementet Hautes-Pyrénées i regionen Occitanien i sydvästra Frankrike. Kommunen ligger i kantonen Luz-Saint-Sauveur som tillhör arrondissementet Argelès-Gazost. År 2018 hade Gavarnie 114 invånare.
Gavarnie ligger i en kitteldalen Cirque de Gavarnie i Pyrenéerna, i väster, söder och öster omgiven av nästan lodräta klippväggar, över vilka topparna höger sig över 3 000 meter över havet.

## Befolkningsutveckling
Antalet invånare i kommunen Gavarnie
| Referens: INSEE |